# Maxillaria erubescens
Maxillaria erubescens är en orkidéart som beskrevs av Friedrich Fritz Wilhelm Ludwig Kraenzlin. Maxillaria erubescens ingår i släktet Maxillaria och familjen orkidéer.
Artens utbredningsområde är Colombia. Inga underarter finns listade i Catalogue of Life.